# Matt Clohesy

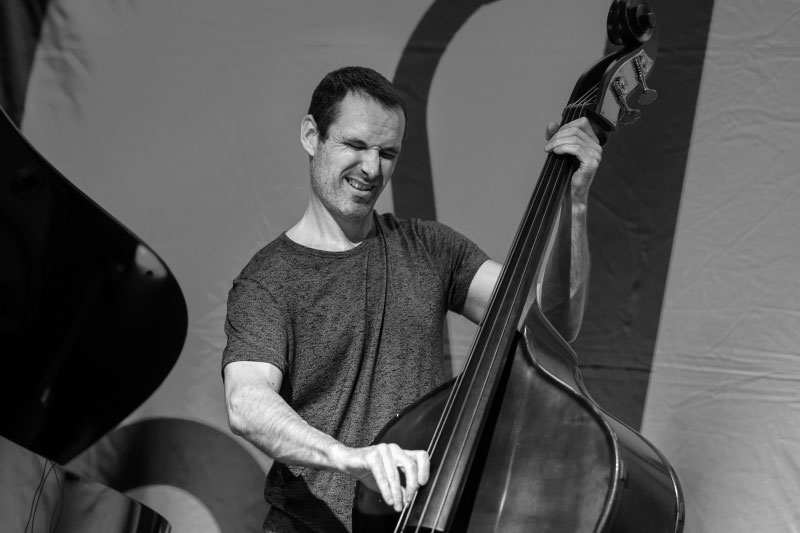
Matt Clohesy (2018)

Matthew „Matt“ Clohesy (* um 1970) ist ein australischer, in den Vereinigten Staaten lebender Jazzmusiker (Kontrabass) des Modern Jazz.

## Leben und Wirken
Matt Clohesy wuchs in Melbourne auf. Den Bachelor of Music erwarb er am Victorian College of the Arts in Melbourne. In Australien spielte er unter anderem mit Dale Barlow, Mike Nock, Joe Chindamo, Vince Jones und im Melbourne Symphony Orchestra. 2001 zog er nach New York City; dort arbeitete er seitdem mit Musikern wie Tyler Blanton, Darcy James Argue, Geoffrey Keezer, Ingrid Jensen, Maria Schneider, Donny McCaslin, Joe Locke, Eric Alexander, Joel Frahm, Eric Person, Lage Lund, Seamus Blake, Kendrick Scott, Gretchen Parlato und David Schnitter. Im Bereich des Jazz war er zwischen 1993 und 2022 an 105 Aufnahmesessions beteiligt, außer den Genannten auch mit Jay Thomas, Barney McAll, Pete McCann, Alan Ferber, Adam Larson und Nate Radley. Zu hören ist er u. a. auch auf Dynamic Maximum Tension (2023) von Darcy James Argue’s Secret Society und auf Jihye Lees Album Infinite Connections (2024).

## Diskographische Hinweise
- Torben Waldorff, Donny McCaslin, Sam Yahel, Matt Clohesy, Jon Wikan: Afterburn (Artistshare, 2008)